# Abd al-Rahman ibn Abu Bakr
Abd al-Rahman ibn Abu Bakr (arabisch عبد الرحمن بن أبي بكر; * 595 – 605; † 675) war ein Gefährte des Islamischen Propheten Muhammed. Er war der Sohn von Abu Bakr dem ersten Kalifen und Umm Ruman.

## Biographie
Abd al-Rahman kämpfte in der Schlacht von Badr und Uhud gegen die Muslime. In der Schlacht von Badr hatte er die Chance gegen sein Vater zu Kämpfen jedoch hinderte Mohammed, Abu Bakr aufs Schlachtfeld zu gehen.
Nachdem er Muslim geworden war, nahm Abd al-Rahman an allen Schlachten der Muslime teil und erlangte Ruhm. Er war einer der Mubarizun kämpfter welche aus Elitekriegern bestand, die Schwertkämpfer, Lanzen und Bogenschützen waren. In der Schlacht von Yamama tötete er Muhakkam al-Yamama welcher ein General von Musailimas Streitkräfte war. In der Schlacht von Jarmuk wählte der Oberbefehlshaber der byzantinischen Streitkräfte fünf ausgewählte Krieger von byzantinischer Seite aus und forderte die Muslime zum Duell heraus. Abd al-Rahman, nahm Herausforderung und tötete sie alle nacheinander. In der Kamelschlacht kämpfte auf der Seite von Ali ibn Abi Talib gegen seine Schwester Aischa bint Abi Bakr.
Abd al-Rahman verstarb während des Schlafes in Mekka im Jahr 675.